# Estación de Burgos Rosa de Lima
Estación de Burgos Rosa de Lima vasútállomás Spanyolországban, Burgos településen.

## Vasútvonalak
Az állomást az alábbi vasútvonalak érintik:
- Madrid-Hendaya-vasútvonal
- Madrid−Burgos-vasútvonal

## Kapcsolódó állomások
A vasútállomáshoz az alábbi állomások vannak a legközelebb: